# Arnould Berthout
Pour les articles homonymes, voir Maison Berthout et Berthout.
Arnould Berthout (†1147), parfois appelé Arnold ou Arnout, est un membre de la noblesse féodale du duché de Basse-Lotharingie qui vécut au XIIe siècle. Il était seigneur de Grimbergen et affronta les troupes brabançonnes lors de la guerre de Grimbergen (1141-1159).

## Biographie
Arnould est le fils de Gauthier Berthout et d'Adelise de Grimberghe,,. On ne connaît pas la date de sa naissance. À la mort de son père, en 1120, il lui succède à la tête de la seigneurie de Grimbergen et hérite également des autres possessions familiales situées principalement autour de Malines. A cette époque, les Berthout ne sont toutefois encore ni seigneurs de Malines, ni avoués de l'Église de Liège,.
En 1128, Arnould et son frère Gérard confièrent l'abbaye de Grimbergen, fondée par leur père, à Saint-Norbert pour qu'il y installe des religieux de l'ordre des Prémontrés.
Peu après le décès prématuré de Godefroid II de Louvain, Arnould et son frère, opposés à tout renforcement du pouvoir des comtes de Louvain, ducs de Basse-Lotharingie, se rebellèrent  contre leur suzerain, déclenchant une guerre qui durera près de vingt ans et aboutira en 1159 à la destruction du bastion familial de Borgtberg (Grimbergen) par Godefroid III de Louvain.
La Biographie nationale de Belgique et une autre source mentionnent qu'Arnould décéda en 1147, au cours d'une bataille contre les troupes brabançonnes. La date exacte de sa mort n'est toutefois pas établie avec certitude et certains historiens en retiennent d'autres : 1134, 1137, ou 1145.

## Filiation
On ne connaît pas avec certitude l'identité de l'épouse d'Arnould. Il a été suggéré que ce serait peut être Adelais, fille du comte Arnould d'Aarschot.
Certaines sources rapportent qu'Arnould eut deux fils :
- Gauthier II (†1180[4]), qui hérita des pays de Malines et d'Arckel, ainsi que des villages de Duffel, Waelhem, Berlaer, Geel et autres dans la Campine[1] ;
- Gérard Ier (†ca.1186[réf. nécessaire]), qui hérita de la seigneurie de Grimbergen[1].

D'autres,, lui ajoutent un troisième fils:
- Arnould (†1186[7]).

D'autres,, enfin estiment qu'Arnould est mort sans descendance et que Gauthier II et Gérard Ier sont en réalité les fils de son frère Gérard.